# ワーシフ・アリー・ミールザー・ハーン
ワーシフ・アリー・ミールザー・ハーン（Wasif Ali Mirza Khan, 1875年1月7日 - 1959年10月23日）は、東インドのムルシダーバード太守 （在位：1906年 - 1947年）。ライス・ウッダウラ（Rais ud-Daula）とも呼ばれる。

## 生涯
1875年1月7日、ムルシダーバード太守（このときはまだ太守ではない）ハサン・アリー・ミールザー・ハーンの長男として生まれた。
1906年12月25日、父ハサン・アリー・ミールザー・ハーンが死亡し、息子のワーシフ・アリー・ミールザー・ハーンが太守位を継承した。
1947年8月15日、インド・パキスタン分離独立時、ムルシダーバード区域はパキスタンに併合され、ハザールダウリー宮殿にはパキスタンの旗が掲げられた。だが、8月17日にインドはクルナーと交換でムルシダーバードを手に入れ、ハザールダウリー宮殿にはインドの旗が掲げられた。
1953年、インドの西ベンガル州政府はワーシフ・アリー・ミールザー・ハーンの土地をすべて接取した。
1959年10月23日、ワーシフ・アリー・ミールザー・ハーンはカルカッタで死亡した。享年84。